# 정치후원금
정치후원금은 정치를 하는 국회의원들이 정치활동을 위해 받는 후원금을 가르킨다. 정치자금법을 통해 지원받으며 국민이나 당원은 정치자금법을 통해 후원금을 줄 수 있다.

## 정의
정치후원금은 개인이나 후원회가 정당이나 개인 정치인에게 합법적인 방법으로 기부하는 기탁금과 후원금으로 분류가 된다. 후원금은 특정한 정당이나 정치인을 지지하여 후원하고자 하는 개인이 선거관리위원회를 통해 직접 합법적인 방법으로 기부하는 돈, 유가증권, 그밖의 물건을 가르킨다. 기탁금은 정치자금을 특정한 정당에 기부하고자 하는 개인이 정치자금법의 규정을 통해 합법적인 방법으로 기탁하는 돈, 유가증권, 그밖의 물건을 가르킨다. 후원금은 개인이 연간 최대 2000만원까지 기부하는 것이 가능하며 하나의 후원회에다 기부할 수 있는 금액은 대통령선거 후보자 및 예비후보자 후원회에는 각각 1000만원을 후원할 수 있으며 그외 공직선거 후보자, 정당, 국회의원 후원회에는 각각 500만원씩 후원이 가능하다. 기탁금은 정치자금을 정당에 지급하려는 개인이 대상이 된다.

## 같이 보기
- 정치
- 정치자금법
- 정당